# جون واتسون كوكس
جون واتسون كوكس (بالإنجليزية: John Watson Cox)‏ هو محامي نيوزيلندي، ولد في 16 سبتمبر 1902، وتوفي في 20 أكتوبر 1984.